# Ajuntament d'Ullastrell
L'Ajuntament d'Ullastrell és una casa consistorial noucentista d'Ullastrell (Vallès Occidental) inclosa a l'Inventari del Patrimoni Arquitectònic de Catalunya.

## Descripció
Edifici de planta rectangular, amb tres façanes vistes, adaptat al desnivell del terreny i format per planta baixa i un pis. La façana principal, que forma un angle agut respecte el traçat del carrer, té l'accés a un nivell superior, salvat per una gran escalinata amb balustres i gerros decoratius. És una façana de composició simètrica, amb obertures rectangulars que mostren motllures de tipus simple. Hi ha elements decoratius que són una estilització del vocabulari ornamental clàssic.

## Història
L'arquitecte Josep Domènech i Mansana va bastir aquest edifici, aproximadament cap a l'any 1915.